# Promielócito

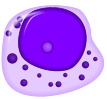
Promielócito basófilo

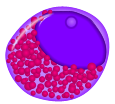
Promielócito eosinófilo

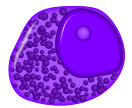
Promielócito neutrófilo

Um promielócito (ou progranulócito) é um precursor de granulócitos, desenvolvendo-se a partir de mieloblastos para dar origem a mielócitos.

## Imagens adicionais

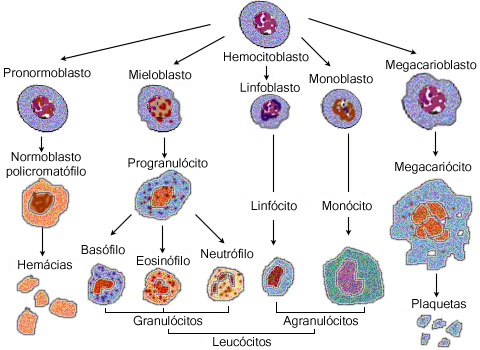
Linhagem de células sanguíneas
Hematopoiese em humanos